# Kruiskapel (De Euren)

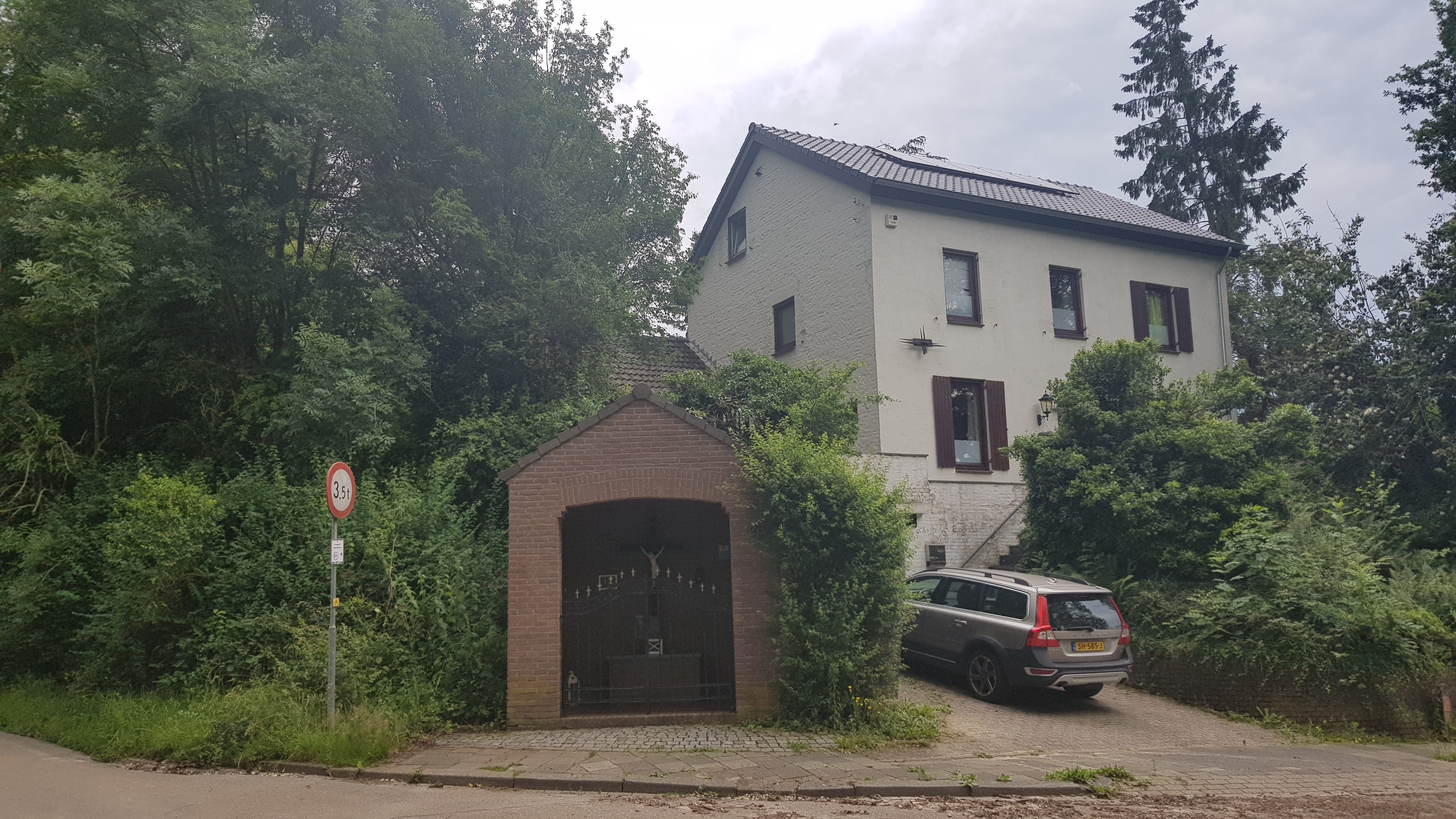
Kruiskapel van De Euren

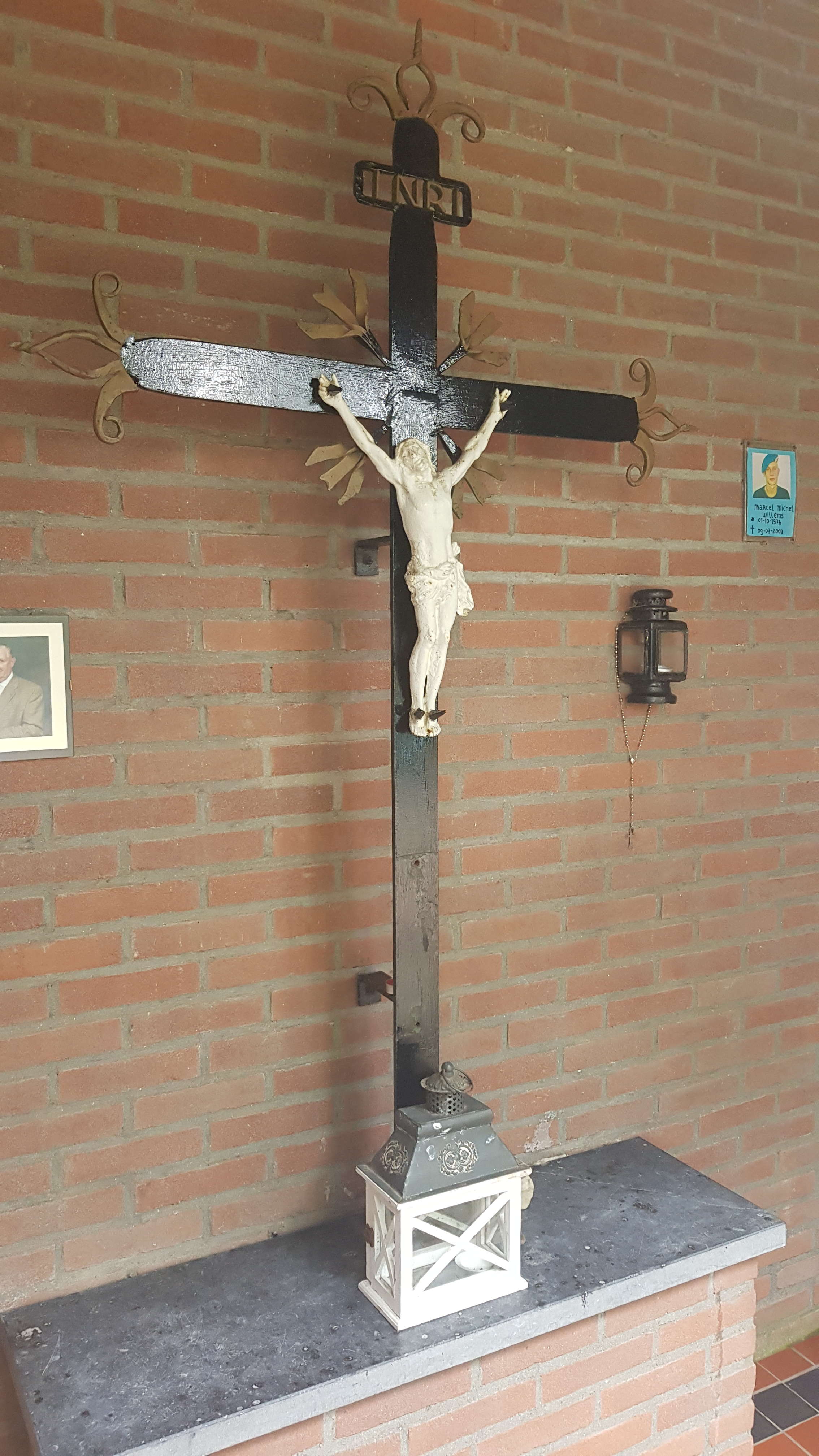
Kruis in de Kruiskapel

De Kruiskapel is een kapel in De Euren in de Nederlands Zuid-Limburgse gemeente Heerlen. De kapel staat aan de rand van het Imstenraderbos aan de zuidoostkant van de buurtschap aan een kruising van de wegen Bremersweg, Kleekampsweg, De Euren en Buldersweg. Op ongeveer 200 meter naar het noordoosten staat de Mariakapel.
De kapel is gewijd aan het kruis.

## Geschiedenis
In 1840 stond er op deze plek een wegkruis dat hier geplaatst was om bescherming te bieden tegen boze invloeden en ongelukken.
In 1920 was het kruis vervallen en werd er door mensen uit de buurt een kapel gebouwd in ringovensteen. Ter ere van de feestelijkheid werd er boven de ingang van de kapel een tekstbord opgehangen met de tekst:

De Christus hing zo arm verlaten
en bomen schermden slechts zijn kruis
maar God wij toonden u ons liefde
en bouwden u een klein doch enig huis

In 1986 was de kapel in slechte staat, onder andere door mijnschade, en werd de oude vervallen kapel afgebroken en een nieuwe gelijkvormige kapel gebouwd. Ook het wegkruis werd gerestaureerd, maar dat ging niet zo goed. Het zuur ter verwijdering van de verfresten tastte het kruis zodanig aan dat het in stukken uiteen viel. Het corpus bleef wel gespaard en werd bevestigd op een kopie van het oude kruis en weer in de kapel opgehangen. Op 25 september 1987 zegende men de herbouwde kapel opnieuw in.

## Bouwwerk
De sobere bakstenen kapel is opgetrokken op een rechthoekig plattegrond en wordt gedekt door een zadeldak me keramische pannen. De kapel heeft geen vensters en alleen een segmentboogvormige toegang die wordt afgesloten door een ijzeren sierhek.
van binnen is de kapel sober ingericht met tegen de achterwand een laag massief altaar gemetseld van bakstenen. Op het altaar is het uit 1840 stammende wegkruis geplaatst. Het zwarte kruis heeft goudkleurige uiteindes en hoog in het kruis zijn de goudkleurige letters INRI aangebracht. Bij de voet van het kruis is een halfronde plaat aangebracht waarop in halve cirkelvorm een Duitse tekst in gotische schrift is aangebracht die afkomstig is uit het Bijbelboek Jesaja (Jes 53: 4-5):

Ich habe deine Schuld getragen
Nahm deine Krankheit auf mich
Böser sollst du dich versagen
Meine Wunden heilen dich(Ik heb jouw schuld gedragen
Nam jouw ziekte op mij
Je zou jezelf erger moeten weigeren
Mijn wonden helen jou)

Op de achterwand van de kapel is een herinnering gehangen van een in 2003 gestorven VN-soldaat.